# Dawid Abramowicz
Dawid Abramowicz (ur. 16 maja 1991 w Brzegu Dolnym) – polski piłkarz, grający na pozycji obrońcy. W Ekstraklasie zawodnik Wisły Kraków, Radomiaka, Puszczy Niepołomice, od 2025 zawodnik Arki Gdynia.

## Kariera
Krakowską drużynę reprezentował w rundzie jesiennej sezonu 2020/2021 i rozegrał dla niej 12 meczów w najwyższej klasie ligowej, w których osiem razy wychodził w podstawowym składzie oraz zaliczył dwie asysty. Zimą 2021 został piłkarzem Radomiaka. Z zespołem z Radomia, pokonując Koronę Kielce 2:0 w swoim ostatnim meczu sezonu 1. ligi, awansował do Ekstraklasy z 1. miejsca.

## Życie prywatne
Ma młodszego brata, Mateusza, który obecnie reprezentuje Odrę Opole. 

## Statystyki ligowe
Źródło: 90minut.pl
| Sezon         | Klub                         | Liga              | Mecze | Gole |
| ------------- | ---------------------------- | ----------------- | ----- | ---- |
| 2008/2009     | KP Brzeg Dolny               | klasa okręgowa    | ?     | ?    |
| 2009/2010     | Śląsk Wrocław                | Młoda Ekstraklasa | 28    | 0    |
| 2010/2011     | Śląsk Wrocław                | Ekstraklasa       | 0     | 0    |
| 2011/2012 (j) | Śląsk Wrocław                | Młoda Ekstraklasa | 16    | 2    |
| 2011/2012 (w) | Olimpia Grudziądz            | I liga            | 14    | 0    |
| 2012/2013 (j) | Olimpia Grudziądz            | I liga            | 2     | 0    |
| 2012/2013 (w) | Chojniczanka Chojnice        | II liga           | 14    | 1    |
| 2013/2014     | Wisła Płock                  | I liga            | 2     | 0    |
| 2014/2015 (j) | Skra Częstochowa             | III liga          | 20    | 0    |
| 2014/2015 (w) | Odra Opole                   | III liga          | 15    | 2    |
| 2015/2016 (j) | Bruk-Bet Termalica Nieciecza | I liga            | 0     | 0    |
| 2015/2016     | Puszcza Niepołomice          | II liga           | 23    | 1    |
| 2016/2017     | GKS Katowice                 | I liga            | 31    | 3    |
| 2017/2018     | GKS Tychy                    | I liga            | 31    | 3    |
| 2018/2019     | GKS Tychy                    | I liga            | 28    | 2    |
| 2019/2020     | Radomiak Radom               | I liga            | 33    | 3    |
| 2020/2021 (j) | Wisła Kraków                 | Ekstraklasa       | 12    | 0    |
| 2020/2021 (w) | Radomiak Radom               | I liga            | 17    | 1    |
| 2021/2022 (w) | Radomiak Radom               | Ekstraklasa       | 3     | 0    |

## Sukcesy

### Radomiak Radom
- Mistrz 1 ligi: 2020/2021